# تپه روبابان کوچک ۲
تپه روبابان کوچک ۲ مربوط به دوره اشکانیان - دوره ساسانیان است و در شهرستان گیلانغرب، بخش مرکزی، دهستان حومه، ۱ کیلومتری شرق روستای روبابان واقع شده و این اثر در تاریخ ۲۶ اسفند ۱۳۸۷ با شمارهٔ ثبت ۲۵۴۶۳ به‌عنوان یکی از آثار ملی ایران به ثبت رسیده است.